# Waldnaab
Waldnaab (česky také Lesní Nába) je levý, východní pramenný tok řeky Náby v Horní Falci (Bavorsko, Německo). Vzniká spojením dvou toků, delšího Tirschenreuther Waldnaab z Hornofalckého lesa a vodnatějšího Fichtelnaab z pohoří Smrčiny. Spolu s Tirschenreuther Waldnaab měří 99 km, a je tak delší z pramenných řek Náby. Spolu s Lesní Nábou řeka Nába dosahuje celkové délky 197 km.

## Název
Řeka Waldnaab dostala svůj název k odlišení od ostatních pramenných řek Náby. Odvodňuje rozsáhlé lesní plochy Hornofalckého lesa. Její zdrojnice Tirschenreuther Waldnaab pramení jen několik metrů od české hranice.

## Geografie
Obě zdrojnice Lesní Náby se při soutoku liší v hydrologických údajích jen nepatrně. S průměrným průtokem 3,7 m³/s u ústí je Fichtelnaab o něco větší než delší zdrojnice Tirschenreuth Waldnaab.

### Tirchenreuther Waldnaab
Levá, východní zdrojnice pramení v nadmořské výšce 816 m na německo-české hranici v Hornofalckém lese poblíž 901 m vysokého Entenbühlu a jeho nižšího souseda Naabbergu (853 m n. m.). Pramen, nazývaný také "Kreuzbrunnen", se nachází v zemském okrese Tirschenreuth nedaleko Silberhütte. Od pramene teče voda jen tři metry po německé půdě, dva kilometry protéká západními Čechami jako Lesní Nába, poté se stáčí severozápadním směrem, překračuje německou hranici a vtéká do Bärnau.
Během studené války byl pramen na tehdy přísně střežené hranici hojně navštěvován pěšími turisty nebo sběrači borůvek mezi hraničními přechody, místo bylo často pod dohledem pohraničníků z obou stran.
První obcí na toku Lesní Náby po opuštění lesa je stejnojmenný Naab. V Bärnau se Waldnaab stáčí na západ a protéká přehradní nádrží Liebenstein, která se nachází nedaleko Bärnau-Thanhausen, severně od Plößbergu. Poté se stáčí na sever a dosahuje Tirschenreuthu, kde se vrací do západního směru a v četných meandrech protéká lužní krajinou Waldnaab, velmi bohatou na rybníky.
Kolem hradu Falkenberg ve stejnojmenné obci vtéká řeka jihozápadním směrem do přibližně 12 km dlouhého zalesněného údolí Waldnaab s mnoha žulovými skalními útvary na řece nebo v ní, jako jsou Kammerwagen, Tischstein nebo Butterfass, a také s bývalými hrady Altneuhaus, Herrenstein a Schwarzenschwall. Jižně od Falkenbergu je přibližně 6 km dlouhý úsek tohoto údolí vyhlášený přírodní rezervací Waldnaabtal.

### Fichtelnaab
Pramen Fichtelnaab se nachází na jihovýchodním svahu vrchu Ochsenkopf (1024 m n. m.) asi 800 metrů jihovýchodně od pramene Bílého Mohanu a asi dva kilometry severozápadně od Fichtelbergu, resp. jezera Fichtelsee (752 m n. m.). Odtud teče v širokém údolí řeka jihovýchodním směrem přes obce Fichtelberg a Mehlmeisel do okresu Tirschenreuth. Zde se Fichtelnaab přes Brand, Ebnath, Neusorg a Erbendorf dostává do Windischeschenbachu, kde se slévá s Tirschenreuther Waldnaab, soutokem vzniká řeka Waldnaab.

### Waldnaab od soutoku
Pod soutokem Fichtelnaab a Tirschenreuther Waldnaab v Neuhausu nedaleko Windischeschenbachu teče Waldnaab širokým lučinatým údolím na jih v blízkosti dálnice A93 a federální silnice B15 přes města Neustadt a Altenstadt do Weidenu, kde se zprava vlévá říčka Schweinnaabu. U Unterwildenau se Waldnaab spojuje s Haidenaab a soutokem vytváří Nábu, která se u Regensburgu-Mariaortu vlévá zleva do Dunaje.

### Povodí
99,7 % povodí řeky Waldnaab o rozloze přibližně 972 km² se nachází v Bavorsku, zbývající přibližně 3 km² v České republice. 30,7 % plochy povodí připadá na Tirschenreuth Waldnaab, 28,6 % na Fichtelnaab a 40,7 % na Waldnaab pod soutokem obou pramenů. Severní a východní hranice povodí je součástí hlavního evropského rozvodí mezi Černým mořem na jedné straně a Severním mořem na straně druhé.

## Přítoky

### Přítoky Tirschenreuther Waldnaab
Délka úseku 62,3 km.
- Sieberbächle, zprava
- Hafnerbühlbach, zprava
- Göttlitzbach, zrava za Bärnau-Naab
- Steinbach, zprava v Bärnau
- Heiligenbach, zprava v Bärnau-Heimhof
- Röthenbach, zleva v Bärnau-Bartmühle
- Kaltenmühlbach, zleva
- Silberbach, zleva
- Lohwiesenbach, zleva nedaleko Bärnau-Klauberfeld Poté se Tirschenreuther Waldnaab vlévá do vodní nádrže Liebenstein.
- Geisbach, zleva v Liebensteinspeicher
- Schwarzenbach, zprava v Plößberg-Liebenstein
- Gründlbach, zprava naproti okraji Tirschenreuthu
- Netzbach, zprava v Tirschenreuthu
- Kainzbach, zprava za Tirschenreuthem
- Wiesau, zprava
- Tirschnitzbach, zprava před Falkenberg-Gumpen
- Netzbach, zleva ve Falkenbergu
- Mühlnickelbach, zleva naproti Falkenberg-Blockhaus
- Tiefenbrünnl, zprava za Blockhaus
- Klingenbach, zleva
- Frombach, zleva
- Lämmerbach, zleva
- Holzbach, zprava před Windischeschenbach-Johannisthal

Krátce před Windischeschenbachem se pak zprava vlévá Fichtelnaab, která je dlouhá 47,4 km, obě řeky se slévají ve Waldnaab.

### Přítoky Waldnaab
Délka úseku 36,6 km.
- Rumpelbach, zprava ve Windischeschenbachu
- Schleißbach, zleva ve Windischeschenbachu
- Hambach, zprava ve Windischeschenbachu
- Pöllenbach, zprava před Kirchendemenreuth-Hutzlmühle
- Kotzenbach, zleva blízko Püchertsreuth-Kotzenbach
- Wildweiherbach, zleva za Püchertsreuth-Lamplmühle
- Schlattein, zleva
- Reiserbach, zleva blízko Störnstein-Reiserdorf
- Rabenbach, zprava u Neustadt an der Waldnaab-Radschinmühle
- Floß, zleva v Neustadt an der Waldnaab
- Putzenbach, zleva před Theisseil-Hammerharlesberg
- → (Zaústění protipovodňového kanálu Waldnaab), zprava za Weidenem in der Oberpfalz-Hammerweg
- Äußerer Herbstaugraben, zprava do protipovodňového kanálu Waldnaab u Hammerweg
- Almesbach, zleva do protipovodňového kanálu Waldnaab za původním korytem Waldnaab u Weiden-Neumühle
- Schweinnaab, zprava do protippovodňového kanálu Waldnaab-Flutkanal mezi Hammerweg a Weiden-Scheibe
- ← (Vyústění protipovoňového kanálu Waldnaab), zprava před centrem Weidenu
- → (Znovuzaústění protipovoňového kanálu Waldnaab), zprava za centrem Weidenu
- Stadtmühlbach, zprava do původního koryta Waldnaab před Weiden-Leistadtmühle
- Krebsbach, zprava do původního koryta Waldnaab proti Schirmitz
- Ullersrichter Bach, zprava ve Weiden-Ullersricht
- ← (Návrat vody z protipovodňového kanálu Waldnaab), zprava v Pirk-Pirkmühle
- Seegraben, zprava v Weiden-Rothenstadt
- Rothenstadter Bach, zprava v Rothenstadt
- Bonaugraben, zleva blízko Pirk-Pischeldorf
- Pischeldorfer Bach, zleva blízko Pirk-Au
- → (Mühlbach), vlevo před Luhe-Wildenau-Unterwildenau; vlévá se do Náby jako první levý přítok po spojení Waldnaab a Haidenaab v Nábu.